# フランス国立工芸院
フランス国立工芸院（フランスこくりつこうげいいん、仏: Conservatoire national des arts et métiers, CNAM）は、フランスの理工系グランゼコール、グランテタブリスマン（EPSCP）。本部所在地はパリ3区。1794年創立。パリ工芸博物館が付設されている。

## 歴史
エコール・ポリテクニーク、パリ高等師範学校と並びフランス革命時に創設された三校の一つ。1794年、カトリック神父のアンリ・グレゴワールにより「工芸に関わる汎ゆる機械、道具、設計図、記述物、書物の保存」が提唱され、廃れたサン＝マルタン＝デ＝シャン小修道院（l'abbaye St-Martin-des-Champs）の教会堂の建物を用いて革命中の1794年10月10日に創設され、公式には1802年に開館した。
時勢により名称が王立工芸院（Conservatoire royal des Arts et Métiers、復古王政期、1818年）や帝国工芸院（Conservatoire impérial des Arts et Métiers、第二帝政期、1855年）と改められたことがあった。

## 教育・研究
国立工芸院は以下の三項目を目標とする。
1. 継続的学習の提供
2. 科学技術とイノベーションに関する基礎研究
3. 科学及び科学技術の文化の保全

当初は発明品の収集を主目的としたが、のちに国立の教育機関となった。現在は継続職業教育機関として主に社会人向けの夜間講座を提供している。パリに本部を置くが、フランス国内の28箇所の地域センターと150箇所のトレーニングセンターが一体となって運営されている。インターネットや電話による通信教育課程も設置され、全体の約1割の学生が通信教育で学んでいる。
約8万人の学生のうち、約半数は地方出身で、フランス本国に加えて広く欧州、中東、中南米、アジア、アフリカにも拠点を持つ。外国人学生は1万人を超え、フランス国外で学習する者が約半数である。
個人から政府まで多様な要求に答えるように工学分野の学士課程から官民で求められる専門分野の修士課程・博士課程まで多岐に亘る専門職教育が行われ、年間8万5千以上の成人が入学し、その7割以上が社会人である。グランゼコール課程修了時には技師ディプロマが授与される。門戸は、万人に対して開放されており、特別な要件は問わない。
文書のデジタルアーカイブのネット公開も進めており、フランスの古文書をウェブ上で検索・閲覧することが可能となってきている。